# Агілас
Агілас (ісп. Águilas) — муніципалітет в Іспанії, у складі автономної спільноти Мурсія. Населення — 34 900 осіб (2010).
Муніципалітет розташований на відстані близько 380 км на південний схід від Мадрида, 75 км на південний захід від Мурсії.
На території муніципалітету розташовані такі населені пункти: (дані про населення за 2010 рік)
- Агілас: 32370 осіб
- Барранко-де-лос-Асенсіос: 16 осіб
- Барранко-дель-Талайон: 3 особи
- Кампіко-де-лос-Ліріас: 5 осіб
- Барранко-дель-Лобо: 5 осіб
- Лос-Естречос: 8 осіб
- Ель-Лабрадорсіко: 27 осіб
- Лос-Меленчонес: 25 осіб
- Пеньяранда: 19 осіб
- Тодосоль: 471 особа
- Лас-Суррадерас: 248 осіб
- Лос-Арехос: 92 особи
- Каларреона: 112 осіб
- Ель-Кокон: 32 особи
- Ель-Чаркон: 124 особи
- Уерта-дель-Абад: 16 осіб
- Маталентіско: 96 осіб
- Лос-Гальєгос: 20 осіб
- Лас-Ломас: 26 осіб
- Калабардіна: 806 осіб
- Лас-Касікас: 31 особа
- Копе: 55 осіб
- Куеста-де-Гос: 33 особи
- Ель-Гарробільйо: 36 осіб
- Рінкон-де-ла-Каса-Гранде: 92 особи
- Барранко-дель-Баладре: 1 особа
- Лас-Крусетікас: 44 особи
- Асьєнда-дель-Хітано: 6 осіб
- Махада-дель-Моро: 6 осіб
- Лос-Майоралес: 2 особи
- Тебар: 73 особи
- Куеста-де-ла-Кабра: 0 осіб

## Демографія
Динаміка населення (INE ):

## Галерея зображень

Розташування муніципалітету Агілас у провінції Мурсія
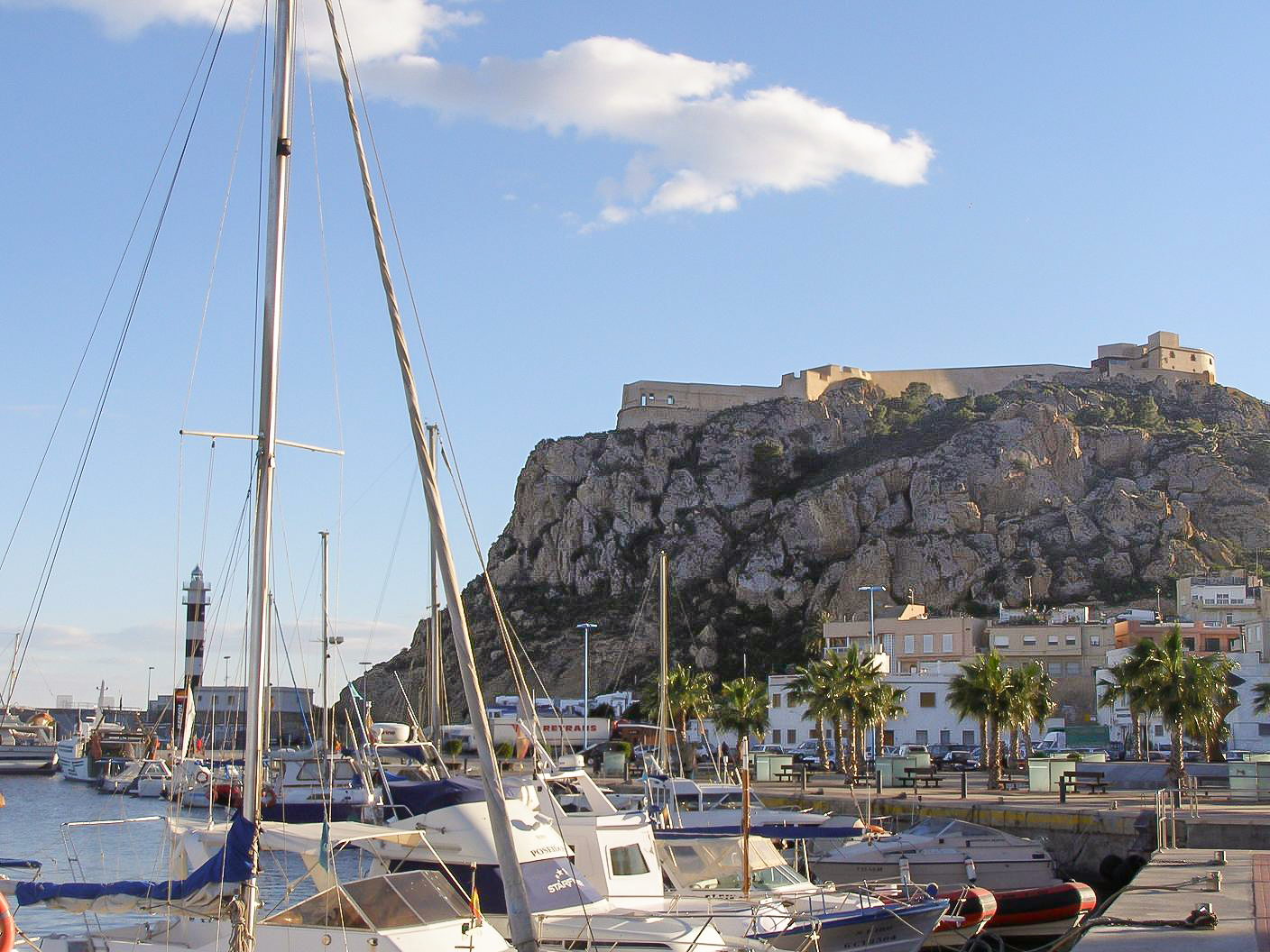
Порт Агіласа, на задньому плані - замок
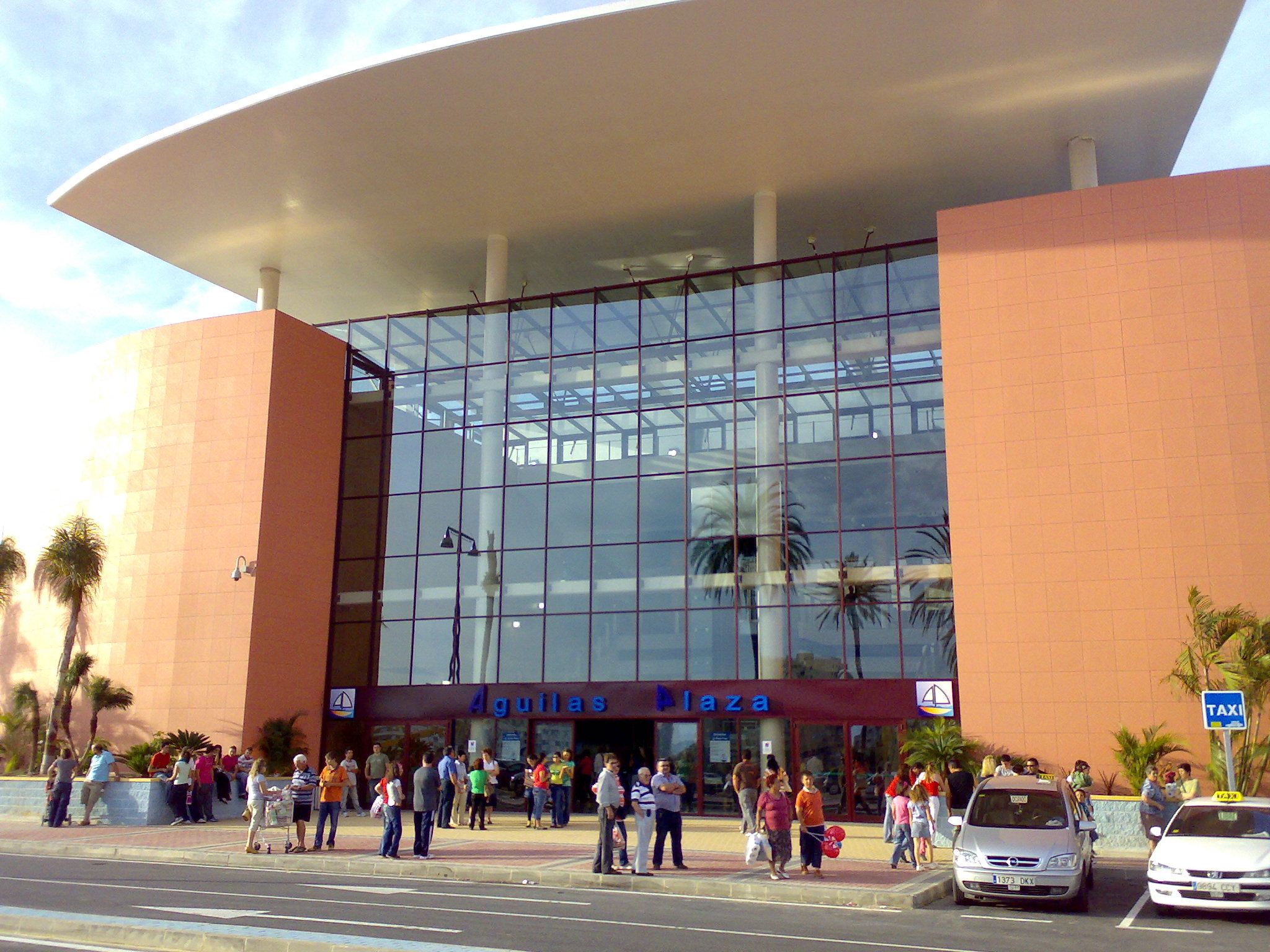
Комерційний центр Агілас Пласа